# Argia tinctipennis
Argia tinctipennis là một loài chuồn chuồn kim trong họ Coenagrionidae.
Argia tinctipennis is in 1865 voor het eerst wetenschappelijk beschreven door Selys.